# Parvis de Saint-Gilles (prémétro de Bruxelles)
Le Parvis de Saint-Gilles (en néerlandais : Sint-Gillisvoorplein) est une place faisant face à l'Église Saint-Gilles et une station du prémétro de Bruxelles desservie par les lignes 4 et 10 du tramway de Bruxelles située à Bruxelles, sur la commune de Saint-Gilles.

## Situation
La station est située sous le Parvis de Saint-Gilles, près de la Chaussée de Waterloo.
Elle est située entre les stations Porte de Hal et Horta des lignes 4 et 10 du tramway de Bruxelles.

## Histoire
La station a été ouverte le 3 décembre 1993
La ligne de tramway 51 est coupée en deux tronçons pour cause de travaux à partir du 5 novembre 2022, la station Parvis de Saint-Gilles n'est plus desservie.

## Service aux voyageurs

### Accès
La station compte deux accès :
- Accès no 1 : situé parvis de Saint-Gilles (accompagné d'un ascenseur) ;
- Accès no 2 : situé rue de l'hôtel des Monnaies.

Les murs des quais de la station sont recouverts de carreaux bleus sur lesquels est inscrit le texte de la Déclaration universelle des droits de l'homme, en français et en néerlandais. Cette œuvre de Françoise Schein est appelée Dyad.

### Quais
La station est de conception classique avec deux voies encadrées par deux quais latéraux.

### Intermodalité
La station est desservie par la ligne 52 des autobus de Bruxelles, par les lignes de bus 136 du réseau De Lijn, 123, 365a et W du réseau TEC et, la nuit, par la ligne N12 du réseau Noctis.

## À proximité
- Église Saint-Gilles de Saint-Gilles
- Parc Pierre Paulus
- Rue de l'Hôtel des Monnaies.